# Liste des planètes mineures (679001-680000)
Voici la liste des planètes mineures numérotées de 679001 à 680000. Les planètes mineures sont numérotées lorsque leur orbite est confirmée, ce qui peut parfois se produire longtemps après leur découverte. Elles sont classées ici par leur numéro.

## Planètes mineures 679001 à 680000
- (679001) 2018 JG6
- (679002) 2018 JE9
- (679003) 2018 JH9
- (679004) 2018 KF2
- (679005) 2018 KM3
- (679006) 2018 KK4
- (679007) 2018 LD
- (679008) 2018 LX1
- (679009) 2018 LG3
- (679010) 2018 LP4
- (679011) 2018 LN8
- (679012) 2018 LR8
- (679013) 2018 LW15
- (679014) 2018 LH19
- (679015) 2018 LR23
- (679016) 2018 LQ24
- (679017) 2018 LP26
- (679018) 2018 MD6
- (679019) 2018 MJ6
- (679020) 2018 MP6
- (679021) 2018 MC8
- (679022) 2018 MU11
- (679023) 2018 MX15
- (679024) 2018 MT20
- (679025) 2018 MD21
- (679026) 2018 MT23
- (679027) 2018 ND3
- (679028) 2018 NO13
- (679029) 2018 NA14
- (679030) 2018 NU15
- (679031) 2018 NZ16
- (679032) 2018 NQ22
- (679033) 2018 NX23
- (679034) 2018 NG26
- (679035) 2018 OP
- (679036) 2018 PX4
- (679037) 2018 PH10
- (679038) 2018 PC11
- (679039) 2018 PH11
- (679040) 2018 PR16
- (679041) 2018 PM17
- (679042) 2018 PS19
- (679043) 2018 PZ31
- (679044) 2018 PM32
- (679045) 2018 PA45
- (679046) 2018 PT50
- (679047) 2018 PE67
- (679048) 2018 PS68
- (679049) 2018 PP73
- (679050) 2018 PM75
- (679051) 2018 PR92
- (679052) 2018 QQ2
- (679053) 2018 QF8
- (679054) 2018 QQ15
- (679055) 2018 QF19
- (679056) 2018 RO3
- (679057) 2018 RS8
- (679058) 2018 RJ9
- (679059) 2018 RZ10
- (679060) 2018 RZ12
- (679061) 2018 RK15
- (679062) 2018 RB17
- (679063) 2018 RP17
- (679064) 2018 RV17
- (679065) 2018 RA20
- (679066) 2018 RH20
- (679067) 2018 RK21
- (679068) 2018 RL23
- (679069) 2018 RF24
- (679070) 2018 RQ24
- (679071) 2018 RE31
- (679072) 2018 RX32
- (679073) 2018 RC33
- (679074) 2018 RE35
- (679075) 2018 RG35
- (679076) 2018 RH36
- (679077) 2018 RV37
- (679078) 2018 RH38
- (679079) 2018 RT38
- (679080) 2018 RX38
- (679081) 2018 RP39
- (679082) 2018 RR39
- (679083) 2018 RC44
- (679084) 2018 RS46
- (679085) 2018 RV46
- (679086) 2018 RX48
- (679087) 2018 RZ48
- (679088) 2018 RS50
- (679089) 2018 RR51
- (679090) 2018 RN52
- (679091) 2018 RO52
- (679092) 2018 RM58
- (679093) 2018 RO61
- (679094) 2018 RJ63
- (679095) 2018 SX3
- (679096) 2018 SW5
- (679097) 2018 SM6
- (679098) 2018 SW6
- (679099) 2018 SB8
- (679100) 2018 SF8
- (679101) 2018 SA11
- (679102) 2018 SQ11
- (679103) 2018 SW11
- (679104) 2018 SM12
- (679105) 2018 SO12
- (679106) 2018 SE13
- (679107) 2018 SR14
- (679108) 2018 SY14
- (679109) 2018 SD15
- (679110) 2018 SU20
- (679111) 2018 TL4
- (679112) 2018 TE9
- (679113) 2018 TB10
- (679114) 2018 TU11
- (679115) 2018 TX11
- (679116) 2018 TA12
- (679117) 2018 TD12
- (679118) 2018 TH12
- (679119) 2018 TL12
- (679120) 2018 TA14
- (679121) 2018 TV14
- (679122) 2018 TH15
- (679123) 2018 TM15
- (679124) 2018 TS15
- (679125) 2018 TG18
- (679126) 2018 TS26
- (679127) 2018 TP44
- (679128) 2018 UV3
- (679129) 2018 UD4
- (679130) 2018 UU4
- (679131) 2018 UA5
- (679132) 2018 UR5
- (679133) 2018 UD6
- (679134) 2018 UJ6
- (679135) 2018 UF7
- (679136) 2018 UH7
- (679137) 2018 UA11
- (679138) 2018 UH12
- (679139) 2018 UN12
- (679140) 2018 UW12
- (679141) 2018 UY12
- (679142) 2018 UB13
- (679143) 2018 UC15
- (679144) 2018 UQ16
- (679145) 2018 UH17
- (679146) 2018 UT17
- (679147) 2018 UT18
- (679148) 2018 UB19
- (679149) 2018 UK19
- (679150) 2018 UQ19
- (679151) 2018 UA21
- (679152) 2018 UB21
- (679153) 2018 UK23
- (679154) 2018 UU23
- (679155) 2018 UL24
- (679156) 2018 UX24
- (679157) 2018 US26
- (679158) 2018 UR27
- (679159) 2018 UY28
- (679160) 2018 UX33
- (679161) 2018 UP38
- (679162) 2018 UE39
- (679163) 2018 VO4
- (679164) 2018 VG8
- (679165) 2018 VW13
- (679166) 2018 VY13
- (679167) 2018 VU14
- (679168) 2018 VE15
- (679169) 2018 VR15
- (679170) 2018 VH16
- (679171) 2018 VQ17
- (679172) 2018 VX18
- (679173) 2018 VB19
- (679174) 2018 VG19
- (679175) 2018 VE23
- (679176) 2018 VE25
- (679177) 2018 VK26
- (679178) 2018 VA27
- (679179) 2018 VD27
- (679180) 2018 VE27
- (679181) 2018 VF27
- (679182) 2018 VO27
- (679183) 2018 VZ27
- (679184) 2018 VB28
- (679185) 2018 VV29
- (679186) 2018 VY30
- (679187) 2018 VG31
- (679188) 2018 VC33
- (679189) 2018 VD33
- (679190) 2018 VK33
- (679191) 2018 VL33
- (679192) 2018 VO33
- (679193) 2018 VU33
- (679194) 2018 VT34
- (679195) 2018 VQ43
- (679196) 2018 VL44
- (679197) 2018 VK47
- (679198) 2018 VE48
- (679199) 2018 VY48
- (679200) 2018 VZ50
- (679201) 2018 VT51
- (679202) 2018 VT52
- (679203) 2018 VO54
- (679204) 2018 VU54
- (679205) 2018 VC55
- (679206) 2018 VO57
- (679207) 2018 VG58
- (679208) 2018 VW59
- (679209) 2018 VB61
- (679210) 2018 VD61
- (679211) Gheorghe
- (679212) 2018 VS62
- (679213) 2018 VW62
- (679214) 2018 VM63
- (679215) 2018 VD64
- (679216) 2018 VF65
- (679217) 2018 VQ65
- (679218) 2018 VO67
- (679219) 2018 VP67
- (679220) 2018 VM68
- (679221) 2018 VP68
- (679222) 2018 VV68
- (679223) 2018 VB69
- (679224) 2018 VT69
- (679225) 2018 VJ70
- (679226) 2018 VD72
- (679227) 2018 VV72
- (679228) 2018 VY72
- (679229) 2018 VL73
- (679230) 2018 VG75
- (679231) 2018 VU75
- (679232) 2018 VE76
- (679233) 2018 VX77
- (679234) 2018 VP79
- (679235) 2018 VP81
- (679236) 2018 VR81
- (679237) 2018 VH82
- (679238) 2018 VJ82
- (679239) 2018 VP84
- (679240) 2018 VG86
- (679241) 2018 VH86
- (679242) 2018 VJ86
- (679243) 2018 VQ86
- (679244) 2018 VA93
- (679245) 2018 VW93
- (679246) 2018 VY97
- (679247) 2018 VK100
- (679248) 2018 VF103
- (679249) 2018 VO103
- (679250) 2018 VM106
- (679251) 2018 VR107
- (679252) 2018 VY108
- (679253) 2018 VD109
- (679254) 2018 VL111
- (679255) 2018 VS112
- (679256) 2018 VV112
- (679257) 2018 VS113
- (679258) 2018 VE114
- (679259) 2018 VS114
- (679260) 2018 VX115
- (679261) 2018 VF116
- (679262) 2018 VK117
- (679263) 2018 VV117
- (679264) 2018 VA118
- (679265) 2018 VB120
- (679266) 2018 VF120
- (679267) 2018 VT121
- (679268) 2018 VR122
- (679269) 2018 VV124
- (679270) 2018 VD125
- (679271) 2018 VJ126
- (679272) 2018 VT126
- (679273) 2018 VG127
- (679274) 2018 VG128
- (679275) 2018 VL130
- (679276) 2018 VW133
- (679277) 2018 VU138
- (679278) 2018 VN140
- (679279) 2018 VN141
- (679280) 2018 VG143
- (679281) 2018 VA146
- (679282) 2018 WW4
- (679283) 2018 WS5
- (679284) 2018 WJ6
- (679285) 2018 WQ6
- (679286) 2018 WZ8
- (679287) 2018 WP10
- (679288) 2018 WF12
- (679289) 2018 XK
- (679290) 2018 XZ6
- (679291) 2018 XA7
- (679292) 2018 XC7
- (679293) 2018 XD7
- (679294) 2018 XE8
- (679295) 2018 XO8
- (679296) 2018 XT8
- (679297) 2018 XX8
- (679298) 2018 XF9
- (679299) 2018 XZ9
- (679300) 2018 XD10
- (679301) 2018 XK10
- (679302) 2018 XZ10
- (679303) 2018 XO12
- (679304) 2018 XH14
- (679305) 2018 XC15
- (679306) 2018 XU15
- (679307) 2018 XV15
- (679308) 2018 XE16
- (679309) 2018 XU16
- (679310) 2018 XS17
- (679311) 2018 XD18
- (679312) 2018 XS18
- (679313) 2018 XX18
- (679314) 2018 XB19
- (679315) 2018 XU21
- (679316) 2018 XD23
- (679317) 2018 XN24
- (679318) 2018 XO24
- (679319) 2018 XY24
- (679320) 2018 XC25
- (679321) 2018 XJ25
- (679322) 2018 XV25
- (679323) 2018 XG29
- (679324) 2018 XP32
- (679325) 2018 XB34
- (679326) 2018 YF1
- (679327) 2018 YH1
- (679328) 2018 YK5
- (679329) 2018 YA6
- (679330) 2018 YM8
- (679331) 2018 YV8
- (679332) 2018 YJ10
- (679333) 2018 YR12
- (679334) 2018 YM13
- (679335) 2019 AA
- (679336) 2019 AP4
- (679337) 2019 AQ4
- (679338) 2019 AB7
- (679339) 2019 AG9
- (679340) 2019 AA13
- (679341) 2019 AQ15
- (679342) 2019 AY17
- (679343) 2019 AT19
- (679344) 2019 AV19
- (679345) 2019 AV20
- (679346) 2019 AM22
- (679347) 2019 AU24
- (679348) 2019 AB25
- (679349) 2019 AT25
- (679350) 2019 AE26
- (679351) 2019 AV27
- (679352) 2019 AT28
- (679353) 2019 AJ29
- (679354) 2019 AR29
- (679355) 2019 AO31
- (679356) 2019 AM32
- (679357) 2019 AT33
- (679358) 2019 AL36
- (679359) 2019 AH37
- (679360) 2019 AD39
- (679361) 2019 AT42
- (679362) 2019 AT44
- (679363) 2019 AU44
- (679364) 2019 AR45
- (679365) 2019 AE46
- (679366) 2019 AW46
- (679367) 2019 AX46
- (679368) 2019 AO47
- (679369) 2019 AU47
- (679370) 2019 AV53
- (679371) 2019 AB58
- (679372) 2019 AK61
- (679373) 2019 AQ62
- (679374) 2019 AF64
- (679375) 2019 AC67
- (679376) 2019 AL77
- (679377) 2019 AU80
- (679378) 2019 AE84
- (679379) 2019 AL84
- (679380) 2019 AN86
- (679381) 2019 AC92
- (679382) 2019 AL98
- (679383) 2019 BE
- (679384) 2019 BP
- (679385) 2019 BS
- (679386) 2019 BY
- (679387) 2019 BP3
- (679388) 2019 BS5
- (679389) 2019 BT5
- (679390) 2019 BM6
- (679391) 2019 BO6
- (679392) 2019 BA7
- (679393) 2019 BE7
- (679394) 2019 BX7
- (679395) 2019 BH8
- (679396) 2019 BK8
- (679397) 2019 CD
- (679398) 2019 CE2
- (679399) 2019 CJ3
- (679400) 2019 CQ3
- (679401) 2019 CV3
- (679402) 2019 CZ6
- (679403) 2019 CC7
- (679404) 2019 CQ7
- (679405) 2019 CB8
- (679406) 2019 CL9
- (679407) 2019 CU10
- (679408) 2019 CB11
- (679409) 2019 CM11
- (679410) 2019 CM13
- (679411) 2019 CF14
- (679412) 2019 CK14
- (679413) 2019 CT14
- (679414) 2019 CO15
- (679415) 2019 CR15
- (679416) 2019 CA19
- (679417) 2019 CS21
- (679418) 2019 DF3
- (679419) 2019 EC
- (679420) 2019 EV2
- (679421) 2019 EO3
- (679422) 2019 EQ3
- (679423) 2019 EU3
- (679424) 2019 ER4
- (679425) 2019 EY5
- (679426) 2019 FL3
- (679427) 2019 FM3
- (679428) 2019 FL4
- (679429) 2019 FT4
- (679430) 2019 FN6
- (679431) 2019 FN7
- (679432) 2019 FF8
- (679433) 2019 FX10
- (679434) 2019 FC20
- (679435) 2019 FP21
- (679436) 2019 FN27
- (679437) 2019 GH
- (679438) 2019 GY1
- (679439) 2019 GH2
- (679440) 2019 GT2
- (679441) 2019 GW6
- (679442) 2019 GD12
- (679443) 2019 GG12
- (679444) 2019 GK14
- (679445) 2019 GM16
- (679446) 2019 GQ16
- (679447) 2019 GF17
- (679448) 2019 GQ18
- (679449) 2019 GS18
- (679450) 2019 GJ22
- (679451) 2019 GL22
- (679452) 2019 GE23
- (679453) 2019 GS24
- (679454) 2019 GG27
- (679455) 2019 GC28
- (679456) 2019 GO29
- (679457) 2019 GW30
- (679458) 2019 GK32
- (679459) 2019 GG35
- (679460) 2019 GQ37
- (679461) 2019 GK38
- (679462) 2019 GW49
- (679463) 2019 GP50
- (679464) 2019 GV50
- (679465) 2019 GA51
- (679466) 2019 GN52
- (679467) 2019 GY54
- (679468) 2019 GL58
- (679469) 2019 GW58
- (679470) 2019 GT59
- (679471) 2019 GX59
- (679472) 2019 GA67
- (679473) 2019 GL90
- (679474) 2019 GQ98
- (679475) 2019 GC100
- (679476) 2019 GX110
- (679477) 2019 GY113
- (679478) 2019 GS117
- (679479) 2019 GY117
- (679480) 2019 GS122
- (679481) 2019 GB124
- (679482) 2019 GX124
- (679483) 2019 GJ129
- (679484) 2019 GQ131
- (679485) 2019 GZ151
- (679486) 2019 HO1
- (679487) 2019 HU4
- (679488) 2019 HX5
- (679489) 2019 HG8
- (679490) 2019 HG13
- (679491) 2019 JV
- (679492) 2019 JV6
- (679493) 2019 JW10
- (679494) 2019 JO11
- (679495) 2019 JK14
- (679496) 2019 JR21
- (679497) 2019 JJ27
- (679498) 2019 JX27
- (679499) 2019 JU29
- (679500) 2019 JO31
- (679501) 2019 JP31
- (679502) 2019 JR31
- (679503) 2019 JB34
- (679504) 2019 JL35
- (679505) 2019 JQ35
- (679506) 2019 JA42
- (679507) 2019 JK42
- (679508) 2019 JJ43
- (679509) 2019 JD45
- (679510) 2019 JV46
- (679511) 2019 JQ48
- (679512) 2019 JF53
- (679513) 2019 JO58
- (679514) 2019 JK60
- (679515) 2019 JT62
- (679516) 2019 JT66
- (679517) 2019 JU66
- (679518) 2019 JG68
- (679519) 2019 JM68
- (679520) 2019 JZ79
- (679521) 2019 JV101
- (679522) 2019 JB136
- (679523) 2019 KN1
- (679524) 2019 KW2
- (679525) 2019 KO4
- (679526) 2019 KE10
- (679527) 2019 KO23
- (679528) 2019 KR24
- (679529) 2019 KT24
- (679530) 2019 KV31
- (679531) 2019 KF54
- (679532) 2019 LC2
- (679533) 2019 LW9
- (679534) 2019 LY9
- (679535) 2019 LB15
- (679536) 2019 LN16
- (679537) 2019 LR17
- (679538) 2019 MC1
- (679539) 2019 MN4
- (679540) 2019 MA7
- (679541) 2019 MQ15
- (679542) 2019 NT3
- (679543) 2019 NM9
- (679544) 2019 NY25
- (679545) 2019 NQ41
- (679546) 2019 NQ47
- (679547) 2019 NA48
- (679548) 2019 NK48
- (679549) 2019 NM58
- (679550) 2019 NZ59
- (679551) 2019 OS5
- (679552) Efspringer
- (679553) 2019 OE6
- (679554) 2019 OK11
- (679555) 2019 OE16
- (679556) 2019 OC23
- (679557) 2019 OZ25
- (679558) 2019 OM26
- (679559) 2019 OP26
- (679560) 2019 ON27
- (679561) 2019 OZ27
- (679562) 2019 OC32
- (679563) 2019 PH6
- (679564) 2019 PQ6
- (679565) 2019 PR7
- (679566) 2019 PF11
- (679567) 2019 PN11
- (679568) 2019 PV44
- (679569) 2019 PK51
- (679570) 2019 PL51
- (679571) 2019 QG3
- (679572) 2019 QM8
- (679573) 2019 QZ10
- (679574) 2019 QV11
- (679575) 2019 QC13
- (679576) 2019 QN13
- (679577) 2019 QY13
- (679578) 2019 QZ36
- (679579) 2019 QT40
- (679580) 2019 QU40
- (679581) 2019 QJ54
- (679582) 2019 QP57
- (679583) 2019 QS74
- (679584) 2019 QG77
- (679585) 2019 RF3
- (679586) 2019 RU5
- (679587) 2019 RL11
- (679588) 2019 RG14
- (679589) 2019 RT28
- (679590) 2019 RX29
- (679591) 2019 RD30
- (679592) 2019 RJ32
- (679593) 2019 RQ32
- (679594) 2019 RR67
- (679595) 2019 SJ14
- (679596) 2019 SP15
- (679597) 2019 ST25
- (679598) 2019 SZ27
- (679599) 2019 SD40
- (679600) 2019 SK49
- (679601) 2019 SO51
- (679602) 2019 SH74
- (679603) 2019 SU83
- (679604) 2019 SM84
- (679605) 2019 SN84
- (679606) 2019 SV84
- (679607) 2019 SJ85
- (679608) 2019 SH87
- (679609) 2019 SY87
- (679610) 2019 SE110
- (679611) 2019 SR116
- (679612) 2019 SY140
- (679613) 2019 SN173
- (679614) 2019 TW4
- (679615) 2019 TB11
- (679616) 2019 TL15
- (679617) 2019 TK24
- (679618) 2019 TW33
- (679619) 2019 TF40
- (679620) 2019 TJ45
- (679621) 2019 TO75
- (679622) 2019 TU87
- (679623) 2019 UD9
- (679624) 2019 UO12
- (679625) 2019 UO15
- (679626) 2019 UO20
- (679627) 2019 UD25
- (679628) 2019 UB27
- (679629) 2019 UT32
- (679630) 2019 UH36
- (679631) 2019 UY37
- (679632) 2019 UQ38
- (679633) 2019 UZ42
- (679634) 2019 UA65
- (679635) 2019 UD105
- (679636) 2019 UT169
- (679637) 2019 VX6
- (679638) 2019 VG8
- (679639) 2019 VX9
- (679640) 2019 VR29
- (679641) 2019 VS34
- (679642) 2019 VR39
- (679643) 2019 WY2
- (679644) 2019 WA7
- (679645) 2019 WY7
- (679646) 2019 WA15
- (679647) 2019 WD16
- (679648) 2019 XS
- (679649) 2019 XZ7
- (679650) 2019 YZ12
- (679651) 2020 AJ4
- (679652) 2020 AQ6
- (679653) 2020 BN4
- (679654) 2020 BV11
- (679655) 2020 BS12
- (679656) 2020 BP13
- (679657) 2020 BE15
- (679658) 2020 BX21
- (679659) 2020 BT25
- (679660) 2020 BY43
- (679661) 2020 BX60
- (679662) 2020 BT63
- (679663) 2020 BW75
- (679664) 2020 BR90
- (679665) 2020 BA92
- (679666) 2020 CA4
- (679667) 2020 CW4
- (679668) 2020 CX5
- (679669) 2020 DX6
- (679670) 2020 DC13
- (679671) 2020 DD17
- (679672) 2020 DJ17
- (679673) 2020 FU8
- (679674) 2020 FW10
- (679675) 2020 FW11
- (679676) 2020 FL12
- (679677) 2020 FS12
- (679678) 2020 FY13
- (679679) 2020 FH14
- (679680) 2020 FO14
- (679681) 2020 FV14
- (679682) 2020 FP19
- (679683) 2020 FQ19
- (679684) 2020 FO25
- (679685) 2020 FB38
- (679686) 2020 GB4
- (679687) 2020 GS4
- (679688) 2020 GC5
- (679689) 2020 GS5
- (679690) 2020 GX5
- (679691) 2020 GJ6
- (679692) 2020 GL7
- (679693) 2020 GC8
- (679694) 2020 GD8
- (679695) 2020 GM13
- (679696) 2020 GF21
- (679697) 2020 GY23
- (679698) 2020 GA27
- (679699) 2020 HF11
- (679700) 2020 HO11
- (679701) 2020 HT11
- (679702) 2020 HV11
- (679703) 2020 HA12
- (679704) 2020 HD13
- (679705) 2020 HA14
- (679706) 2020 HZ17
- (679707) 2020 HL18
- (679708) 2020 HP18
- (679709) 2020 HU18
- (679710) 2020 HX18
- (679711) 2020 HM20
- (679712) 2020 HW21
- (679713) 2020 HQ22
- (679714) 2020 HH23
- (679715) 2020 HO23
- (679716) 2020 HY23
- (679717) 2020 HF24
- (679718) 2020 HK26
- (679719) 2020 HQ26
- (679720) 2020 HY26
- (679721) 2020 HY27
- (679722) 2020 HL30
- (679723) 2020 HY30
- (679724) 2020 HT32
- (679725) 2020 HN33
- (679726) 2020 HY35
- (679727) 2020 HG36
- (679728) 2020 HJ40
- (679729) 2020 HE44
- (679730) 2020 HW46
- (679731) 2020 HZ47
- (679732) 2020 HO50
- (679733) 2020 HN52
- (679734) 2020 HF54
- (679735) 2020 HK57
- (679736) 2020 HQ65
- (679737) 2020 HW69
- (679738) 2020 HN82
- (679739) 2020 HD94
- (679740) 2020 HO99
- (679741) 2020 HV115
- (679742) 2020 HZ117
- (679743) 2020 HU118
- (679744) 2020 HS119
- (679745) 2020 JQ
- (679746) 2020 JL4
- (679747) 2020 JG8
- (679748) 2020 JL9
- (679749) 2020 JK12
- (679750) 2020 JJ15
- (679751) 2020 JT15
- (679752) 2020 JT16
- (679753) 2020 JH27
- (679754) 2020 JT28
- (679755) 2020 JQ30
- (679756) 2020 KP1
- (679757) 2020 KW7
- (679758) 2020 KO8
- (679759) 2020 KZ10
- (679760) 2020 KL14
- (679761) 2020 KO15
- (679762) 2020 KO16
- (679763) 2020 KZ17
- (679764) 2020 KU24
- (679765) 2020 KT27
- (679766) 2020 KN51
- (679767) 2020 LE10
- (679768) 2020 LK12
- (679769) 2020 MN6
- (679770) 2020 ME40
- (679771) 2020 MY40
- (679772) 2020 OA10
- (679773) 2020 OL10
- (679774) 2020 OA12
- (679775) 2020 OO21
- (679776) 2020 OZ29
- (679777) 2020 OH30
- (679778) 2020 OJ37
- (679779) 2020 OL38
- (679780) 2020 OS46
- (679781) 2020 OU61
- (679782) 2020 OT81
- (679783) 2020 OS102
- (679784) 2020 PU7
- (679785) 2020 PK8
- (679786) 2020 QG3
- (679787) 2020 QR9
- (679788) 2020 QM10
- (679789) 2020 QA11
- (679790) 2020 QW13
- (679791) 2020 QM27
- (679792) 2020 QH40
- (679793) 2020 QL42
- (679794) 2020 QE65
- (679795) 2020 QK65
- (679796) 2020 QR71
- (679797) 2020 QA84
- (679798) 2020 RC11
- (679799) 2020 RS28
- (679800) 2020 RL48
- (679801) 2020 RS88
- (679802) 2020 RU99
- (679803) 2020 RW103
- (679804) 2020 RF117
- (679805) 2020 RA130
- (679806) 2020 SA28
- (679807) 2020 SA31
- (679808) 2020 SM34
- (679809) 2020 ST34
- (679810) 2020 SS69
- (679811) 2020 SH72
- (679812) 2020 SE84
- (679813) 2020 SK84
- (679814) 2020 TH5
- (679815) 2020 TN12
- (679816) 2020 TJ19
- (679817) 2020 TV69
- (679818) 2020 TT77
- (679819) 2020 WT6
- (679820) 2020 YC2
- (679821) 2020 YX6
- (679822) 2021 AG5
- (679823) 2021 AN27
- (679824) 2021 CF20
- (679825) 2021 CY21
- (679826) 2021 CD23
- (679827) 2021 DD3
- (679828) 2021 DB17
- (679829) 2021 EC5
- (679830) 2021 EZ5
- (679831) 2021 EM11
- (679832) 2021 EG15
- (679833) 2021 ET17
- (679834) 2021 ED19
- (679835) 2021 FS15
- (679836) 2021 FB29
- (679837) 2021 GD9
- (679838) 2021 GQ14
- (679839) 2021 GQ15
- (679840) 2021 GN23
- (679841) 2021 GK25
- (679842) 2021 GP29
- (679843) 2021 GO35
- (679844) 2021 GL45
- (679845) 2021 GB46
- (679846) 2021 GF46
- (679847) 2021 GX49
- (679848) 2021 GD50
- (679849) 2021 GC55
- (679850) 2021 GL56
- (679851) 2021 GY65
- (679852) 2021 GS69
- (679853) 2021 GS72
- (679854) 2021 GZ73
- (679855) 2021 GA111
- (679856) 2021 GN132
- (679857) 2021 HF4
- (679858) 2021 HQ6
- (679859) 2021 HT7
- (679860) 2021 HG9
- (679861) 2021 HH18
- (679862) 2021 HD23
- (679863) 2021 HP29
- (679864) 2021 JD7
- (679865) 2021 JX7
- (679866) 2021 JA8
- (679867) 2021 JS20
- (679868) 2021 JQ30
- (679869) 2021 JU34
- (679870) 2021 JJ46
- (679871) 2021 JA50
- (679872) 2021 JE50
- (679873) 2021 JE64
- (679874) 2021 KY15
- (679875) 2021 LL11
- (679876) 2021 LY15
- (679877) 2021 LO27
- (679878) 2021 MS8
- (679879) 2021 ML10
- (679880) 2021 MX10
- (679881) 2021 MK15
- (679882) 2021 MB16
- (679883) 2021 MR17
- (679884) 2021 NL3
- (679885) 2021 NQ5
- (679886) 2021 NK9
- (679887) 2021 NW17
- (679888) 2021 NW28
- (679889) 2021 NY28
- (679890) 2021 NX42
- (679891) 2021 NE65
- (679892) 2021 NV66
- (679893) 2021 OZ1
- (679894) 2021 OL2
- (679895) 2021 OM6
- (679896) 2021 OA8
- (679897) 2021 OM19
- (679898) 2021 OE26
- (679899) 2021 PO4
- (679900) 2021 PV5
- (679901) 2021 PL7
- (679902) 2021 PV23
- (679903) 2021 PD34
- (679904) 2021 PK34
- (679905) 2021 PB40
- (679906) 2021 PU44
- (679907) 2021 PF51
- (679908) 2021 PG52
- (679909) 2021 PA55
- (679910) 2021 PK64
- (679911) 2021 PS76
- (679912) 2021 PA96
- (679913) 2021 PK121
- (679914) 2021 PF133
- (679915) 2021 PD154
- (679916) 2021 PE154
- (679917) 2021 PW174
- (679918) 2021 PX175
- (679919) 2021 QD9
- (679920) 2021 QE9
- (679921) 2021 QS9
- (679922) 2021 QZ10
- (679923) 2021 QX39
- (679924) 2021 QP60
- (679925) 2021 RY12
- (679926) 2021 RA13
- (679927) 2021 RS13
- (679928) 2021 RH16
- (679929) 2021 RZ19
- (679930) 2021 RK22
- (679931) 2021 RW22
- (679932) 2021 RY22
- (679933) 2021 RH23
- (679934) 2021 RR26
- (679935) 2021 RR46
- (679936) 2021 RA63
- (679937) 2021 RE63
- (679938) 2021 RL63
- (679939) 2021 RK64
- (679940) 2021 RG91
- (679941) 2021 RX98
- (679942) 2021 RY99
- (679943) 2021 RW106
- (679944) 2021 RY106
- (679945) 2021 RA111
- (679946) 2021 RV111
- (679947) 2021 RF114
- (679948) 2021 RK114
- (679949) 2021 RC121
- (679950) 2021 RF121
- (679951) 2021 RO124
- (679952) 2021 RT205
- (679953) 2021 RJ206
- (679954) 2021 SA3
- (679955) 2021 SM13
- (679956) 2021 TY13
- (679957) 2021 TL36
- (679958) 2021 TT42
- (679959) 2021 TR45
- (679960) 2021 UL20
- (679961) 2022 JN
- (679962) 2022 KY25
- (679963) 2022 KF26
- (679964) 2022 LV2
- (679965) 2022 LT4
- (679966) 2022 OP18
- (679967) 2022 OM32
- (679968) 2022 OE47
- (679969) 2022 PQ
- (679970) 2022 QL3
- (679971) 2022 QM16
- (679972) 2022 QC26
- (679973) 2022 QT73
- (679974) 2022 QW75
- (679975) 2022 QJ133
- (679976) 2022 QU142
- (679977) 2022 QO193
- (679978) 2022 QS199
- (679979) 2022 RR3
- (679980) 2022 RR34
- (679981) 2022 SC22
- (679982) 2022 SG27
- (679983) 2022 SX49
- (679984) 2022 SE55
- (679985) 2022 SJ55
- (679986) 2022 SY89
- (679987) 2022 SL90
- (679988) 2022 SX105
- (679989) 2022 SQ124
- (679990) 2022 ST152
- (679991) 2022 UZ6
- (679992) 2022 UO62
- (679993) 2022 UQ64
- (679994) 2022 UL99
- (679995) 2022 YM7
- (679996) Mariyafilippovna
- (679997) 2023 RB
- (679998) 2023 RX33
- (679999) Mariyavarkina
- (680000) 2023 WX43